# Solitário-de-rodrigues
Solitário-de-rodrigues (nome científico: Pezophaps solitaria) é uma espécie extinta de ave da família dos pombos que era endêmica de Rodrigues, uma ilha no Oceano Índico a leste de Madagascar. Era o "primo" mais próximo do famoso dodô, com quem compartilha semelhanças físicas e a trágica extinção após contato com humanos. Descoberto em 1601 por navegadores holandeses, o solitário foi totalmente exterminado em menos de dois séculos, por volta da década de 1760. Incapaz de voar, era caçado para servir de alimento para marinheiros e colonos, e depois sofreu com o desmatamento e introdução de gatos e porcos, que atacavam seus ovos e filhotes. A principal fonte de informações sobre a ave em vida é o livro de memórias de François Leguat, líder de um grupo de religiosos franceses abandonados em Rodrigues em 1691. Ele também é autor do único desenho do solitário feito por alguém que o observou vivo.
Os solitários-de-rodrigues cresciam até o tamanho de um cisne e apresentavam acentuado dimorfismo sexual. Os machos eram muito maiores que as fêmeas: mediam até 90 cm de comprimento e 28 kg de peso, contrastando com os 70 cm e 17 kg de suas parceiras. Sua plumagem era cinza e marrom; a fêmea era mais pálida. Possuíam uma faixa preta na base do bico levemente adunco, e o pescoço e as pernas eram longos. Possuíam grandes protuberâncias ósseas nas asas, usadas em combate. Os relatos sobre o solitário parecem indicar que era uma ave bastante territorial, e presume-se que as disputas com invasores eram feitas golpeando-se mutuamente com as asas. Colocava um único ovo que era incubado pelo casal. Tinham uma pedra na moela, "do tamanho de um ovo de galinha", que ajudava a digerir seus alimentos, que incluíam frutas e sementes.
Além do desenho e das descrições detalhadas de Leguat e dos relatos de Julien Tafforet, um marinheiro abandonado em Rodrigues em 1726, muito do conhecimento atual sobre a ave, e a própria confirmação de sua existência, foi conseguido graças aos achados subfósseis. Descobertos a partir de 1786, milhares de ossos foram recuperados, permitindo a montagem de esqueletos completos a partir do que sobrou de vários espécimes. Ficou clara a semelhança das características ósseas com as aves da família dos pombos e o parentesco próximo com o dodô. A análise do material também mostrou indícios da veracidade dos relatos dos colonos, como as fraturas encontradas em ossos de asas; uma evidência de que elas eram usadas em combate. Mais recentemente, a análise do DNA confirmou a classificação taxonômica no grupo dos pombos, e mostrou que a espécie viva mais próxima do solitário-de-rodrigues e do dodô é o pombo-de-nicobar.

## Taxonomia

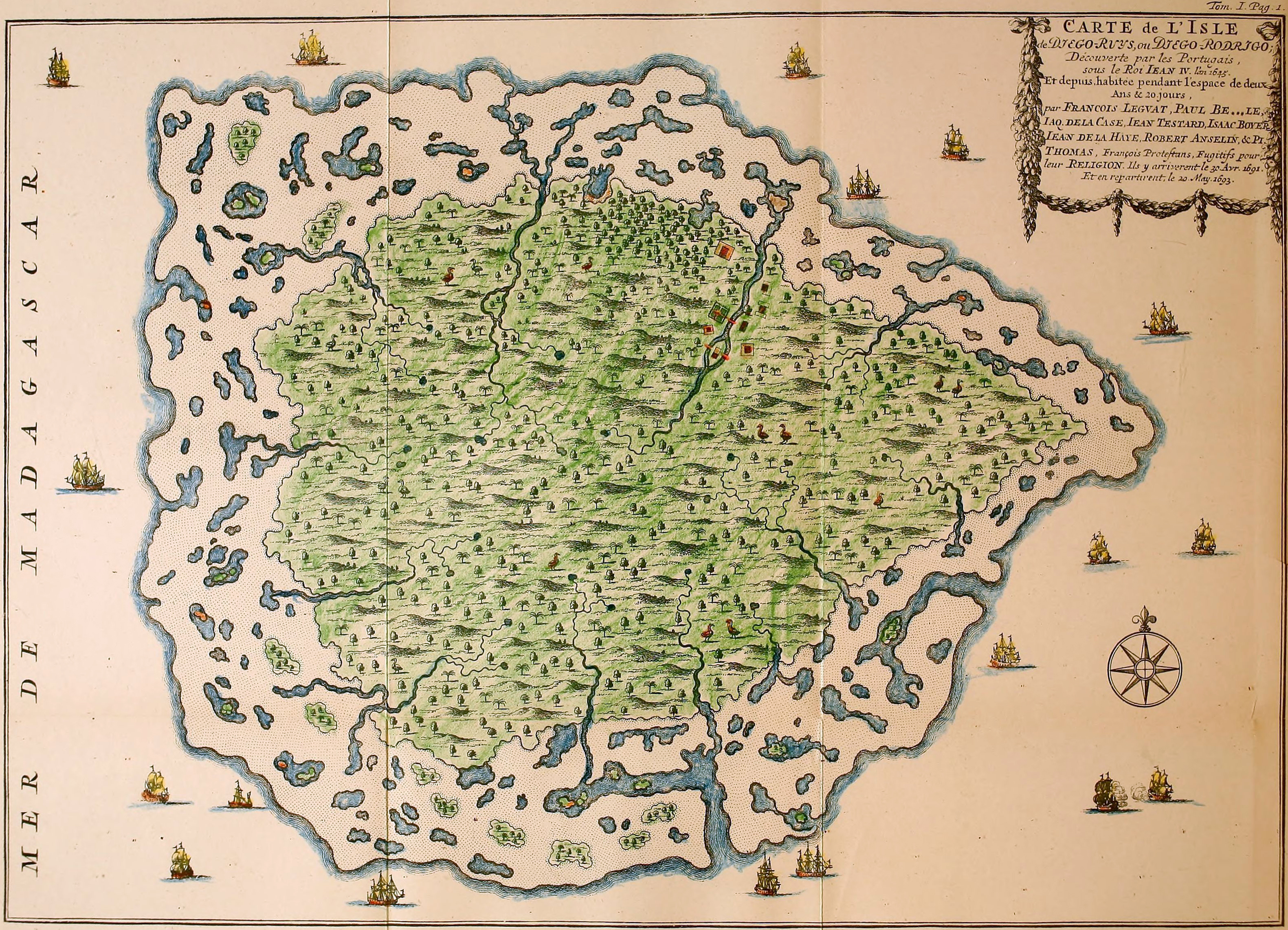
Mapa de Rodrigues elaborado por Leguat (1708); seu assentamento pode ser visto à nordeste. Os solitários estão espalhados por todo o mapa.

A primeira pessoa a chamar a ave de solitaire foi o explorador francês François Leguat, em alusão aos hábitos solitários do animal. Acredita-se que ele pegou o nome emprestado de um relato de 1689 feito por Marquis Henri Duquesne, seu patrocinador, que usou este termo para se referir ao íbis-terrestre-de-reunião. A ave foi descrita cientificamente pela primeira vez em 1789 como se fosse uma espécie de dodô, sendo batizada de Didus solitarius, com base na descrição de Leguat, pelo naturalista alemão Johann Friedrich Gmelin na décima terceira edição do Systema Naturae. Em 1786, ossos subfósseis de solitários-de-rodrigues incrustados em estalagmites foram descobertos numa caverna e enviados ao naturalista francês Georges Cuvier por volta de 1830. Por razões desconhecidas, ele afirmou que haviam sido encontrados recentemente nas ilhas Maurício, o que causou confusão, até serem comparados com outros ossos de Rodrigues que pertencem à mesma espécie.
Em 1848, os naturalistas ingleses Hugh Strickland e Alexander Melville sugeriram a ideia de um descendente comum do solitário-de-rodrigues e do dodô. Eles dissecaram o único espécime conhecido de dodô que ainda possuía tecidos moles, e o compararam com os poucos resquícios de solitários-de-rodrigues então disponíveis. Strickland afirmou que, embora não fossem idênticas, estas aves compartilharam muitas características distintivas nos ossos da perna até então só conhecidas em pombos. O fato de que o solitário colocava apenas um ovo, se alimentava de frutas, era monogâmico e cuidava de seus filhotes também apoiou a ideia deste parentesco. O pesquisador reconheceu ainda sua distinção genérica e nomeou o novo gênero de Pezophaps, do grego antigo "pezos" (πεξος, "pedestre") e "phaps" (φάψ, "pombo"). As diferenças entre os sexos eram tão grandes que Strickland pensou que o macho e a fêmea pertenciam a espécies distintas, batizando a fêmea, menor, de Pezophaps minor.
Outros subfósseis foram descobertos durante a década de 1860, mas os vestígios mais completos continuam a ser os encontrados durante o trânsito de Vênus de 1874, quando uma estação de observação astronômica foi alocada na ilha. Muitas dessas escavações foram solicitadas pelos irmãos ingleses Alfred e Edward Newton, que usaram o material recolhido para descrever a osteologia da ave em detalhes. Milhares de ossos foram recuperados, permitindo a montagem de esqueletos completos a partir do que sobrou de vários espécimes. O estudo das características esqueléticas pelos irmãos Newton indicou que o solitário era morfologicamente intermediário entre o dodô e os pombos comuns, mas diferente deles por sua protuberância carpal, única entre essas aves.

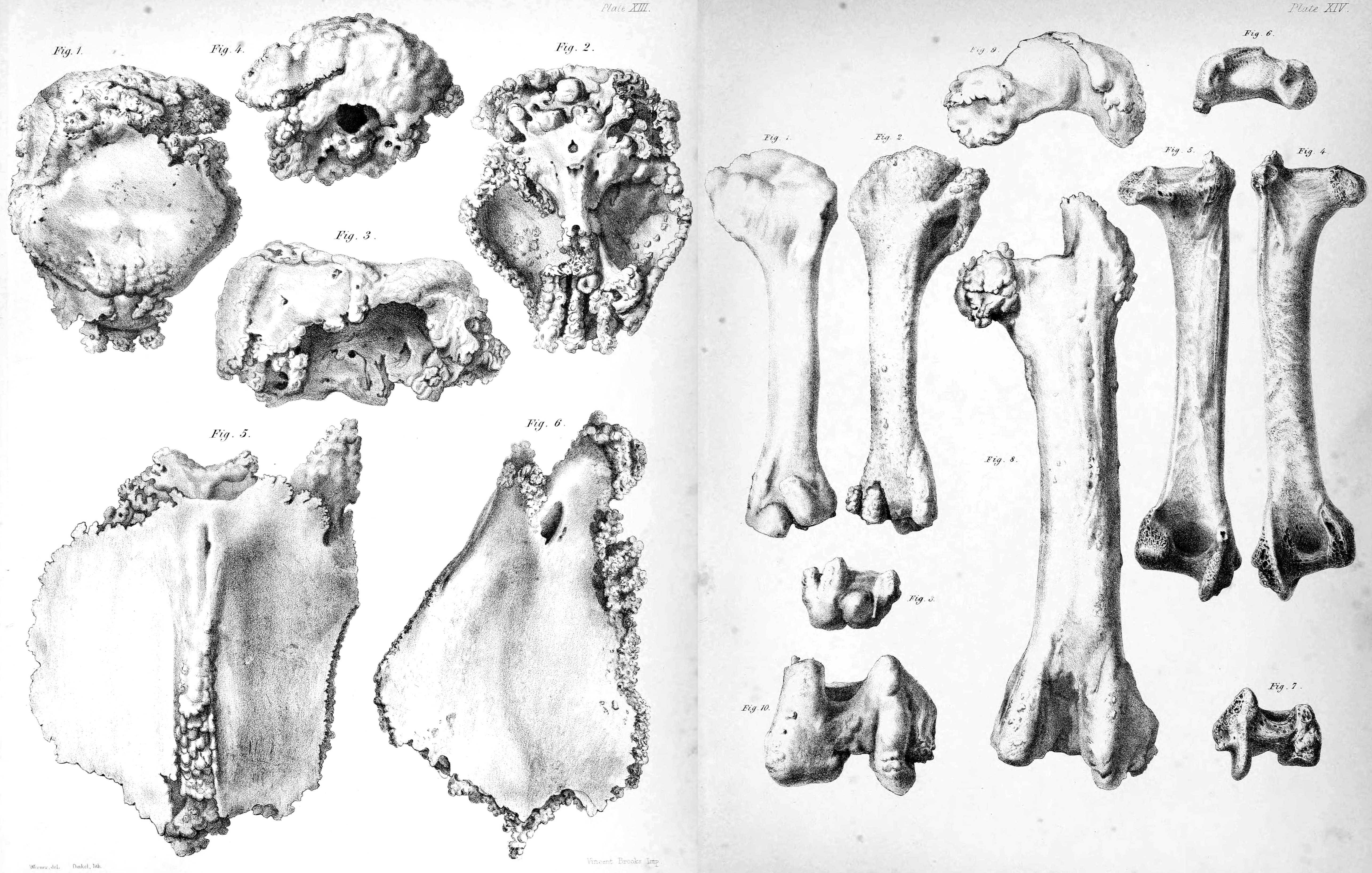
Desenhos dos primeiros resquícios da ave (encontrados em estalagmites).

Alguns cientistas acreditavam que a ilha da Reunião era o lar não apenas do "dodô branco", mas também de uma ave branca semelhante ao solitário-de-rodrigues. Hoje, acredita-se que essas hipóteses não passam de interpretações equivocadas de relatos antigos do íbis-terrestre-de-reunião. Uma descrição atípica do século XVII de um suposto dodô e de ossos encontrados na ilha Rodrigues, agora conhecidos por pertencerem ao solitário-de-rodrigues, levou o taxidermista britânico Abraham Dee Bartlett a nomear uma nova espécie, Didus nazarenus, termo que atualmente é um sinônimo júnior do solitário-de-rodrigues.
Foi sugerido que o esqueleto desta espécie é o mais bem descrito depois do dos seres humanos. Apesar de todas as evidências, alguns estudiosos duvidaram mais tarde dos relatos de Leguat e da própria existência do solitário-de-rodrigues. Em 1921, o linguista norte-americano Geoffroy Atkinson afirmou que o livro de memórias do viajante francês era apenas um romance, e que o homem talvez nunca tivesse existido. Em 1955, o ecologista George Evelyn Hutchinson afirmou que duvidava de aspectos da biologia das aves mencionadas por Leguat. Atualmente, as memórias de Leguat são amplamente aceitas como observações credíveis do solitário em vida.
Por muito tempo, o dodô e o solitário-de-rodrigues foram catalogados numa família só deles, a Raphidae (antiga Dididae), pois o parentesco com outros pombos não estava suficientemente esclarecido. Mais tarde, cada um foi classificado em sua própria família monotípica (Raphidae e Pezophapidae, respectivamente), pois se pensava que haviam desenvolvido suas características similares de forma independente. Recentemente, informações osteológicas e moleculares levaram à dissolução da família Raphidae, e tanto o dodô como o solitário-de-rodrigues estão hoje alocados numa única subfamília, Raphinae, dentro da família Columbidae, que inclui os pombos modernos.

### Evolução
Em 2002, a geneticista americana Beth Shapiro e seus colegas analisaram o DNA do dodô e do solitário-de-rodrigues pela primeira vez. A comparação do citocromo b mitocondrial e das sequências 12S de RNAr, isolados de um tarso de dodô e de um fêmur de solitário-de-rodrigues, confirmou o parentesco próximo entre essas duas aves, bem como sua classificação dentro da família Columbidae. A interpretação dessas evidências genéticas mostrou que o "primo" vivo mais próximo deles é o pombo-de-nicobar, que habita o sudeste asiático, seguido pelas gouras da Nova Guiné e pelo Didunculus strigirostris, uma ave endêmica de Samoa que lembra vagamente o dodô. Este clado reúne espécies de pombos endêmicos de ilhas, geralmente de hábitos terrestres. O cladograma a seguir, formulado por Shapiro e colaboradores em 2002, mostra as relações do dodô com seus parentes dentro da família Columbidae:

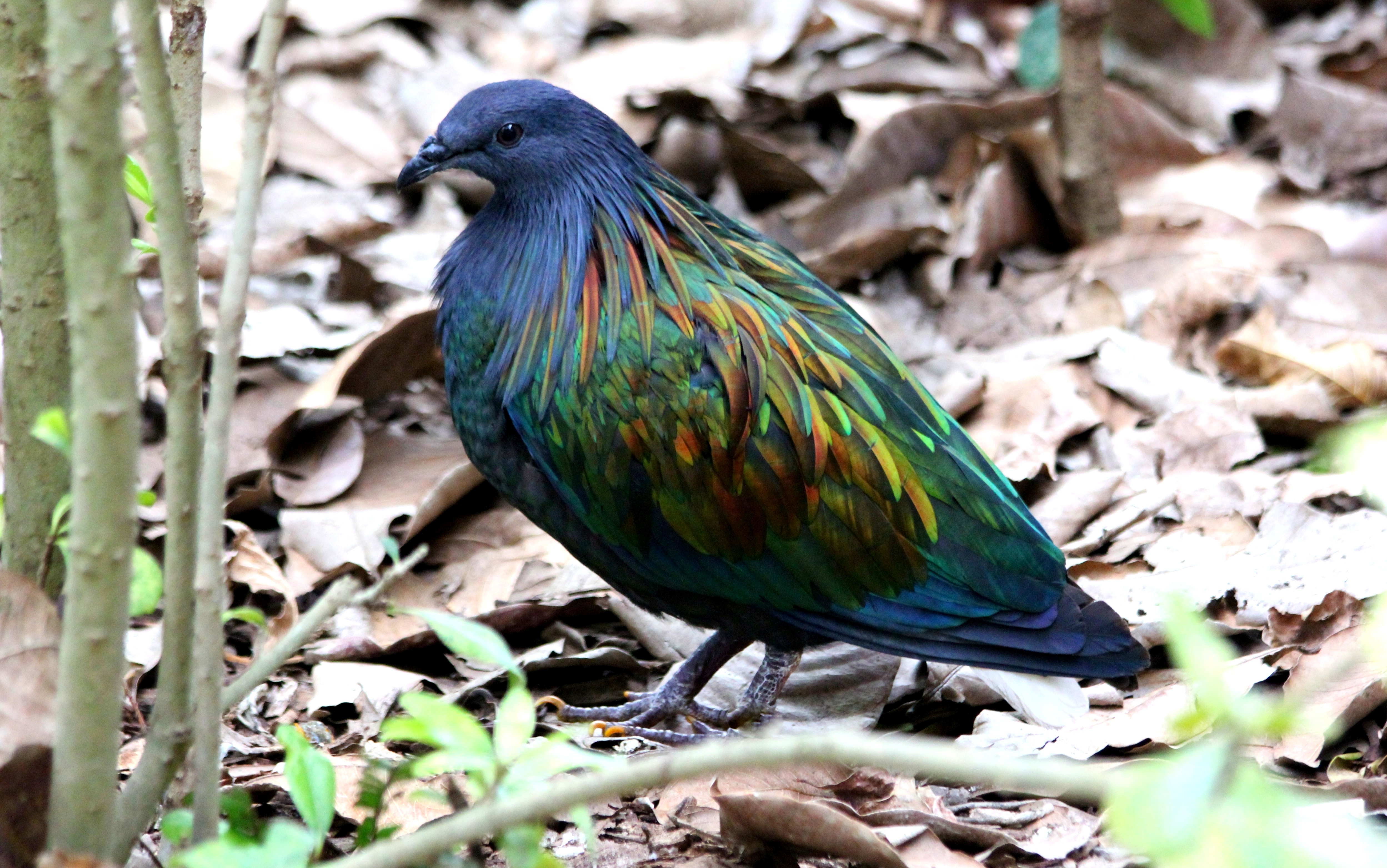
O pombo-de-nicobar é o "primo" vivo mais próximo do solitário.

|  | Caloenas nicobarica (pombo-de-nicobar)                                                                    |
|  | |
|  | \| \| Pezophaps solitaria (solitário-de-rodrigues) \| \| \| \| \| \| Raphus cucullatus (dodô) \| \| \| \| |
|  | |
|  | Pezophaps solitaria (solitário-de-rodrigues)                                                              |
|  | |
|  | Raphus cucullatus (dodô)                                                                                  |
|  | |

|  | Pezophaps solitaria (solitário-de-rodrigues) |
|  |                                              |
|  | Raphus cucullatus (dodô)                     |
|  |                                              |

|  | Caloenas nicobarica (pombo-de-nicobar)                                                                    |
|  | |
|  | \| \| Pezophaps solitaria (solitário-de-rodrigues) \| \| \| \| \| \| Raphus cucullatus (dodô) \| \| \| \| |
|  | |
|  | Pezophaps solitaria (solitário-de-rodrigues)                                                              |
|  | |
|  | Raphus cucullatus (dodô)                                                                                  |
|  | |

|  | Pezophaps solitaria (solitário-de-rodrigues) |
|  |                                              |
|  | Raphus cucullatus (dodô)                     |
|  |                                              |

|  | Caloenas nicobarica (pombo-de-nicobar)                                                                    |
|  | |
|  | \| \| Pezophaps solitaria (solitário-de-rodrigues) \| \| \| \| \| \| Raphus cucullatus (dodô) \| \| \| \| |
|  | |
|  | Pezophaps solitaria (solitário-de-rodrigues)                                                              |
|  | |
|  | Raphus cucullatus (dodô)                                                                                  |
|  | |

|  | Pezophaps solitaria (solitário-de-rodrigues) |
|  |                                              |
|  | Raphus cucullatus (dodô)                     |
|  |                                              |

|  | Caloenas nicobarica (pombo-de-nicobar)                                                                    |
|  | |
|  | \| \| Pezophaps solitaria (solitário-de-rodrigues) \| \| \| \| \| \| Raphus cucullatus (dodô) \| \| \| \| |
|  | |
|  | Pezophaps solitaria (solitário-de-rodrigues)                                                              |
|  | |
|  | Raphus cucullatus (dodô)                                                                                  |
|  | |

|  | Pezophaps solitaria (solitário-de-rodrigues) |
|  |                                              |
|  | Raphus cucullatus (dodô)                     |
|  |                                              |

|  | Caloenas nicobarica (pombo-de-nicobar)                                                                    |
|  | |
|  | \| \| Pezophaps solitaria (solitário-de-rodrigues) \| \| \| \| \| \| Raphus cucullatus (dodô) \| \| \| \| |
|  | |
|  | Pezophaps solitaria (solitário-de-rodrigues)                                                              |
|  | |
|  | Raphus cucullatus (dodô)                                                                                  |
|  | |

|  | Pezophaps solitaria (solitário-de-rodrigues) |
|  |                                              |
|  | Raphus cucullatus (dodô)                     |
|  |                                              |

|  | Caloenas nicobarica (pombo-de-nicobar)                                                                    |
|  | |
|  | \| \| Pezophaps solitaria (solitário-de-rodrigues) \| \| \| \| \| \| Raphus cucullatus (dodô) \| \| \| \| |
|  | |
|  | Pezophaps solitaria (solitário-de-rodrigues)                                                              |
|  | |
|  | Raphus cucullatus (dodô)                                                                                  |
|  | |

|  | Pezophaps solitaria (solitário-de-rodrigues) |
|  |                                              |
|  | Raphus cucullatus (dodô)                     |
|  |                                              |

|  | Caloenas nicobarica (pombo-de-nicobar)                                                                    |
|  | |
|  | \| \| Pezophaps solitaria (solitário-de-rodrigues) \| \| \| \| \| \| Raphus cucullatus (dodô) \| \| \| \| |
|  | |
|  | Pezophaps solitaria (solitário-de-rodrigues)                                                              |
|  | |
|  | Raphus cucullatus (dodô)                                                                                  |
|  | |

|  | Pezophaps solitaria (solitário-de-rodrigues) |
|  |                                              |
|  | Raphus cucullatus (dodô)                     |
|  |                                              |

|  | Caloenas nicobarica (pombo-de-nicobar)                                                                    |
|  | |
|  | \| \| Pezophaps solitaria (solitário-de-rodrigues) \| \| \| \| \| \| Raphus cucullatus (dodô) \| \| \| \| |
|  | |
|  | Pezophaps solitaria (solitário-de-rodrigues)                                                              |
|  | |
|  | Raphus cucullatus (dodô)                                                                                  |
|  | |

|  | Pezophaps solitaria (solitário-de-rodrigues) |
|  |                                              |
|  | Raphus cucullatus (dodô)                     |
|  |                                              |

|  | Caloenas nicobarica (pombo-de-nicobar)                                                                    |
|  | |
|  | \| \| Pezophaps solitaria (solitário-de-rodrigues) \| \| \| \| \| \| Raphus cucullatus (dodô) \| \| \| \| |
|  | |
|  | Pezophaps solitaria (solitário-de-rodrigues)                                                              |
|  | |
|  | Raphus cucullatus (dodô)                                                                                  |
|  | |

|  | Pezophaps solitaria (solitário-de-rodrigues) |
|  |                                              |
|  | Raphus cucullatus (dodô)                     |
|  |                                              |

|  | Caloenas nicobarica (pombo-de-nicobar)                                                                    |
|  | |
|  | \| \| Pezophaps solitaria (solitário-de-rodrigues) \| \| \| \| \| \| Raphus cucullatus (dodô) \| \| \| \| |
|  | |
|  | Pezophaps solitaria (solitário-de-rodrigues)                                                              |
|  | |
|  | Raphus cucullatus (dodô)                                                                                  |
|  | |

|  | Pezophaps solitaria (solitário-de-rodrigues) |
|  |                                              |
|  | Raphus cucullatus (dodô)                     |
|  |                                              |

|  | Caloenas nicobarica (pombo-de-nicobar)                                                                    |
|  | |
|  | \| \| Pezophaps solitaria (solitário-de-rodrigues) \| \| \| \| \| \| Raphus cucullatus (dodô) \| \| \| \| |
|  | |
|  | Pezophaps solitaria (solitário-de-rodrigues)                                                              |
|  | |
|  | Raphus cucullatus (dodô)                                                                                  |
|  | |

|  | Pezophaps solitaria (solitário-de-rodrigues) |
|  |                                              |
|  | Raphus cucullatus (dodô)                     |
|  |                                              |

|  | Caloenas nicobarica (pombo-de-nicobar)                                                                    |
|  | |
|  | \| \| Pezophaps solitaria (solitário-de-rodrigues) \| \| \| \| \| \| Raphus cucullatus (dodô) \| \| \| \| |
|  | |
|  | Pezophaps solitaria (solitário-de-rodrigues)                                                              |
|  | |
|  | Raphus cucullatus (dodô)                                                                                  |
|  | |

|  | Pezophaps solitaria (solitário-de-rodrigues) |
|  |                                              |
|  | Raphus cucullatus (dodô)                     |
|  |                                              |

|  | Caloenas nicobarica (pombo-de-nicobar)                                                                    |
|  | |
|  | \| \| Pezophaps solitaria (solitário-de-rodrigues) \| \| \| \| \| \| Raphus cucullatus (dodô) \| \| \| \| |
|  | |
|  | Pezophaps solitaria (solitário-de-rodrigues)                                                              |
|  | |
|  | Raphus cucullatus (dodô)                                                                                  |
|  | |

|  | Pezophaps solitaria (solitário-de-rodrigues) |
|  |                                              |
|  | Raphus cucullatus (dodô)                     |
|  |                                              |

|  | Caloenas nicobarica (pombo-de-nicobar)                                                                    |
|  | |
|  | \| \| Pezophaps solitaria (solitário-de-rodrigues) \| \| \| \| \| \| Raphus cucullatus (dodô) \| \| \| \| |
|  | |
|  | Pezophaps solitaria (solitário-de-rodrigues)                                                              |
|  | |
|  | Raphus cucullatus (dodô)                                                                                  |
|  | |

|  | Pezophaps solitaria (solitário-de-rodrigues) |
|  |                                              |
|  | Raphus cucullatus (dodô)                     |
|  |                                              |

|  | Caloenas nicobarica (pombo-de-nicobar)                                                                    |
|  | |
|  | \| \| Pezophaps solitaria (solitário-de-rodrigues) \| \| \| \| \| \| Raphus cucullatus (dodô) \| \| \| \| |
|  | |
|  | Pezophaps solitaria (solitário-de-rodrigues)                                                              |
|  | |
|  | Raphus cucullatus (dodô)                                                                                  |
|  | |

|  | Pezophaps solitaria (solitário-de-rodrigues) |
|  |                                              |
|  | Raphus cucullatus (dodô)                     |
|  |                                              |

|  | Caloenas nicobarica (pombo-de-nicobar)                                                                    |
|  | |
|  | \| \| Pezophaps solitaria (solitário-de-rodrigues) \| \| \| \| \| \| Raphus cucullatus (dodô) \| \| \| \| |
|  | |
|  | Pezophaps solitaria (solitário-de-rodrigues)                                                              |
|  | |
|  | Raphus cucullatus (dodô)                                                                                  |
|  | |

|  | Pezophaps solitaria (solitário-de-rodrigues) |
|  |                                              |
|  | Raphus cucullatus (dodô)                     |
|  |                                              |

Um cladograma similar, publicado em 2007, inverte os lugares da goura e do Didunculus, além de incluir o Otidiphaps nobilis e o Trugon terrestris na base do clado. Estudando as evidências comportamentais e morfológicas, Jolyon C. Parish propôs que o dodô e o solitário-de-rodrigues devem ser alocados na subfamília Gourinae junto com as pombas gouras e outras espécies, em acordo com os dados genéticos. Em 2014, a análise do DNA do único exemplar que restou do Caloenas maculata mostrou que ele é um parente próximo do pombo-de-nicobar, e, sendo assim, também é "primo" do dodô e do solitário-de-rodrigues.
Um estudo de 2002 indicou que os ancestrais do dodô e do solitário divergiram em torno do limite Paleogeno-Neogeno. As ilhas Mascarenhas (Maurício, Reunião e Rodrigues) são de origem vulcânica e têm menos de 10 milhões de anos de idade. Portanto, os antepassados de ambas as aves provavelmente permaneceram capazes de voar por um tempo considerável após a separação de suas linhagens.
O pombo-de-nicobar e o Caloenas maculata foram colocados na base de uma linhagem que evoluiu para os Raphinae, o que indica que as aves desse grupo, que não voavam, tinham ancestrais capazes de voar, eram semiterrestres e habitavam ilhas. Isso, por sua vez, apoia a hipótese de que os ancestrais dessas aves chegaram às ilhas Mascarenhas, migrando ilha por ilha, a partir do sul da Ásia. A falta de mamíferos herbívoros competindo pelos recursos dessas ilhas permitiu que o solitário e o dodô atingissem tamanhos muito grandes, fenômeno chamado gigantismo insular. O dodô perdeu a capacidade de voar devido à falta de predadores de mamíferos nas ilha Maurício. Outro pombo grande e incapaz de voar, o Natunaornis gigoura, foi descrito em 2001 a partir de material subfóssil de Fiji. Ele era apenas um pouco menor do que o dodô e o solitário, e também acredita-se que pode ter parentesco com os pombos coroados.

## Descrição

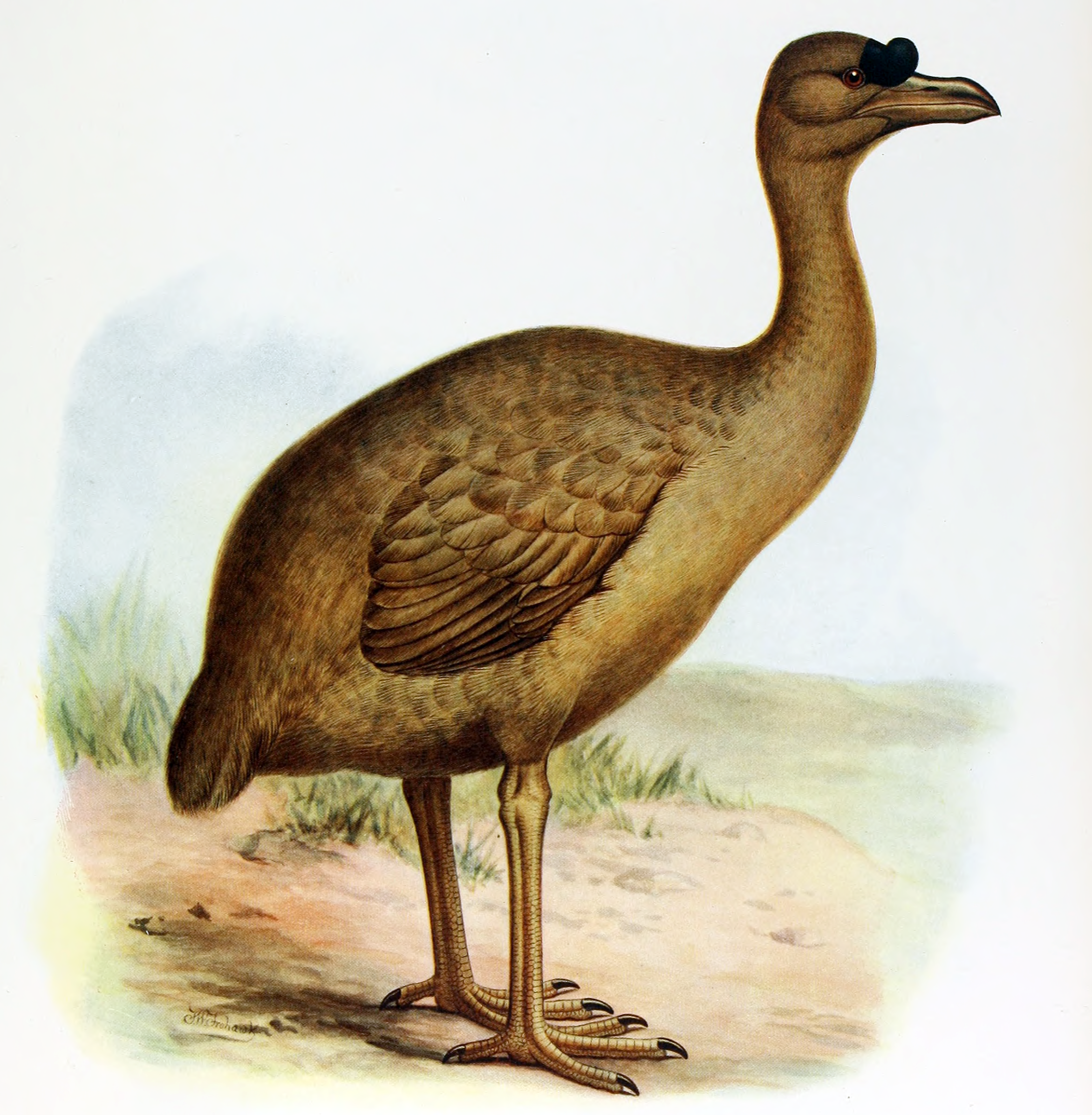
A ave possuía uma protuberância preta atrás da base do bico. Desenho de Frederick Frohawk, 1907.

O bico do solitário-de-rodrigues era ligeiramente adunco, e seu pescoço e pernas longos. Um observador descreveu-o como do tamanho de um cisne. O crânio tinha 17 centímetros de comprimento, achatado no topo com as partes anteriores e posteriores elevadas em duas cristas ósseas estruturadas com osso esponjoso. Uma protuberância de cor preta (uma descrição da época descreveu-a como uma "testeira") existia na cabeça da ave logo atrás da base do bico. A plumagem do solitário foi descrita como cinza e marrom. As fêmeas eram mais pálidas do que os machos e tinham elevações de cor clara na parte inferior do pescoço.
A diferença de tamanho devido ao dimorfismo sexual nesta espécie é talvez a maior dentre todos as aves neognatas. Os machos eram consideravelmente maiores do que as fêmeas, medindo 90 cm de comprimento e pesando até 28 kg, enquanto que suas companheiras tinham 70 cm de altura e pesavam 17 kg, o que corresponde apenas a 60% do peso de um macho adulto. O peso do solitário pode ter variado substancialmente ao longo dos ciclos de engorda, ou seja, os animais engordavam durante as estações mais amenas e emagreciam durante as estações quentes. Os machos podiam reduzir seu peso a até 21 kg, e as fêmeas a 13 kg. Apesar de pombos machos serem geralmente maiores que as fêmeas, não há nenhuma evidência direta para se afirmar com certeza que os indivíduos maiores eram os machos da espécie. Embora o macho provavelmente tenha sido maior, isto só pode ser confirmado por técnicas moleculares de sexagem, e não apenas pela morfologia do esqueleto.

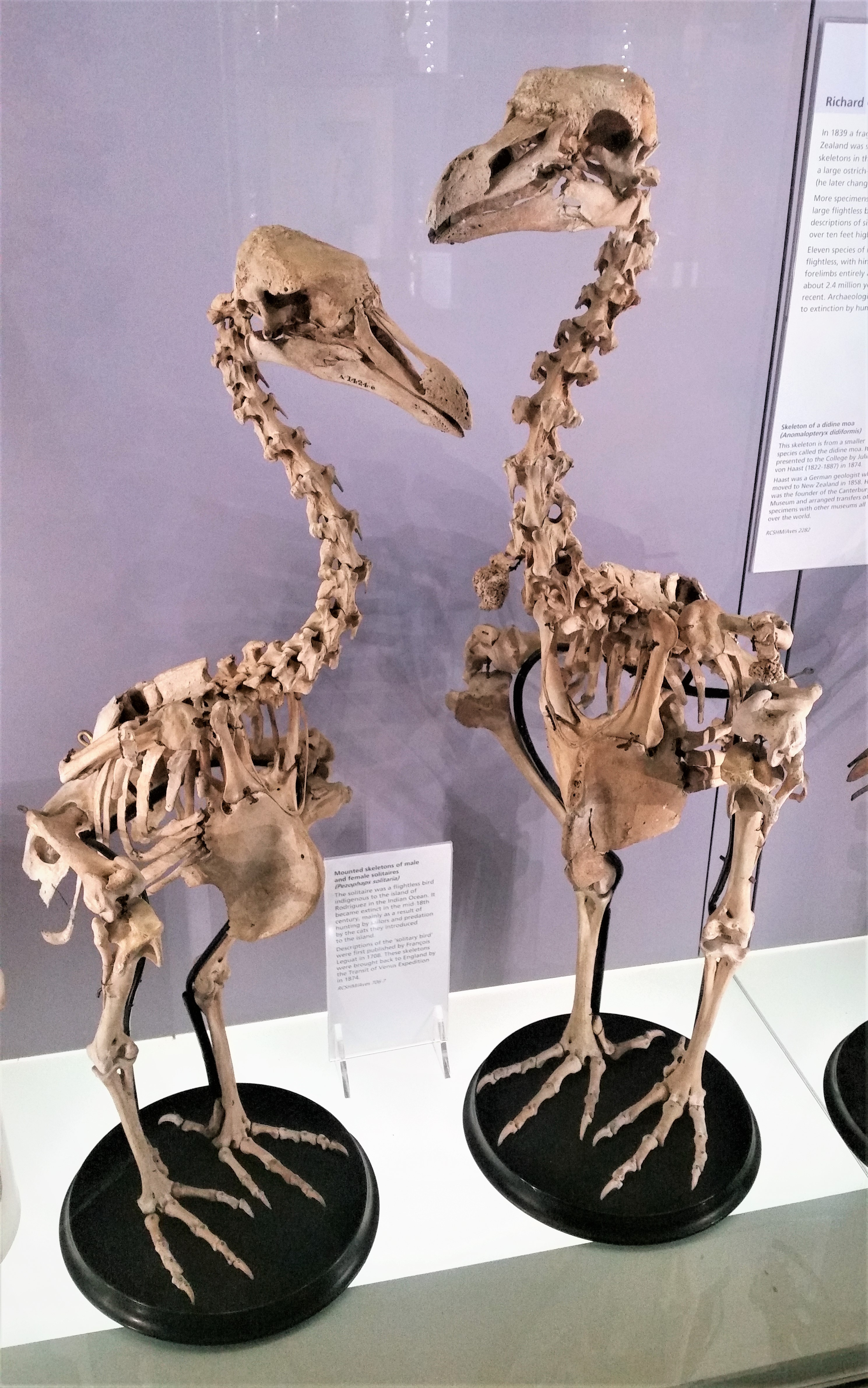
Esqueletos de fêmea e macho expostos no Hunterian Museum.

Tanto o macho como a fêmea possuíam uma grande protuberância óssea, formada por exostose (parecida com um calo ósseo), situada na base do carpometacarpo de cada punho. Outros ossos da asa às vezes também mostravam estruturas semelhantes. Essa protuberância tinha um formato de couve-flor, com dois ou, mais raramente, três lóbulos. A estrutura tinha cerca da metade do comprimento do metacarpo, e era maior nos machos do que nas fêmeas. Foi descrita como sendo do tamanho de uma bala de mosquete e a maior já encontrada mede 3,29 centímetros de diâmetro. O tamanho dos calos varia entre os espécimes, e eles estavam ausentes em 58% das amostras examinadas em um estudo. Acredita-se que tais exemplares são de solitários jovens ou sem territórios para defender. Os carpometacarpos sem calos de machos eram menores, em média, do que aqueles com a protuberância, mas nas fêmeas o tamanho variava muito pouco. Em vida, os calos podem ter sido cobertos por um tegumento cartilaginoso ou queratinoso resistente, o que teria feito com que parecessem ainda maiores. Esporões e calos carpais também podem ser encontrados em outras aves, tanto vivas como extintas. Dentro da família Columbidae, os pombos coroados e o pombo gigante Natunaornis gigoura possuem uma protuberância sobre o carpometacarpo semelhante à da fêmea de solitário-de-rodrigues. O mesmo acontece em algumas espécies de patos como o Merganetta armata, o pato-ferrão e os do gênero Tachyeres, além dos anhimídeos, da pomba-antártica e do extinto Xenicibis xympithecus, uma espécie de íbis terrestre que viveu na Jamaica.
O solitário possuía traços em comum com o dodô, seu parente mais próximo, tais como o tamanho e detalhes do crânio, pelve e esterno. Porém era diferente em outros aspectos; ele era mais alto e mais esbelto que o dodô e tinha crânio e bico menores, a cúpula craniana mais plana e órbitas maiores. Seu pescoço e suas pernas eram proporcionalmente mais longas, e o dodô não possuía um equivalente à protuberância do carpo do solitário-de-rodrigues. Muitas características do esqueleto dessas duas espécies são únicas entre os pombos que evoluíram para se adaptar à incapacidade de voar. Seus elementos pélvicos eram mais espessos do que os das aves que voam (para sustentar um peso maior), e sua região peitoral e as asas sofreram pedomorfose (subdesenvolveram, retendo características juvenis na idade adulta). No entanto, o crânio, tronco e membros pélvicos foram peramorfizados, ou seja, tinham aspecto como se tivessem se desenvolvido além do grau de maturidade da ave.

### Descrições contemporâneas

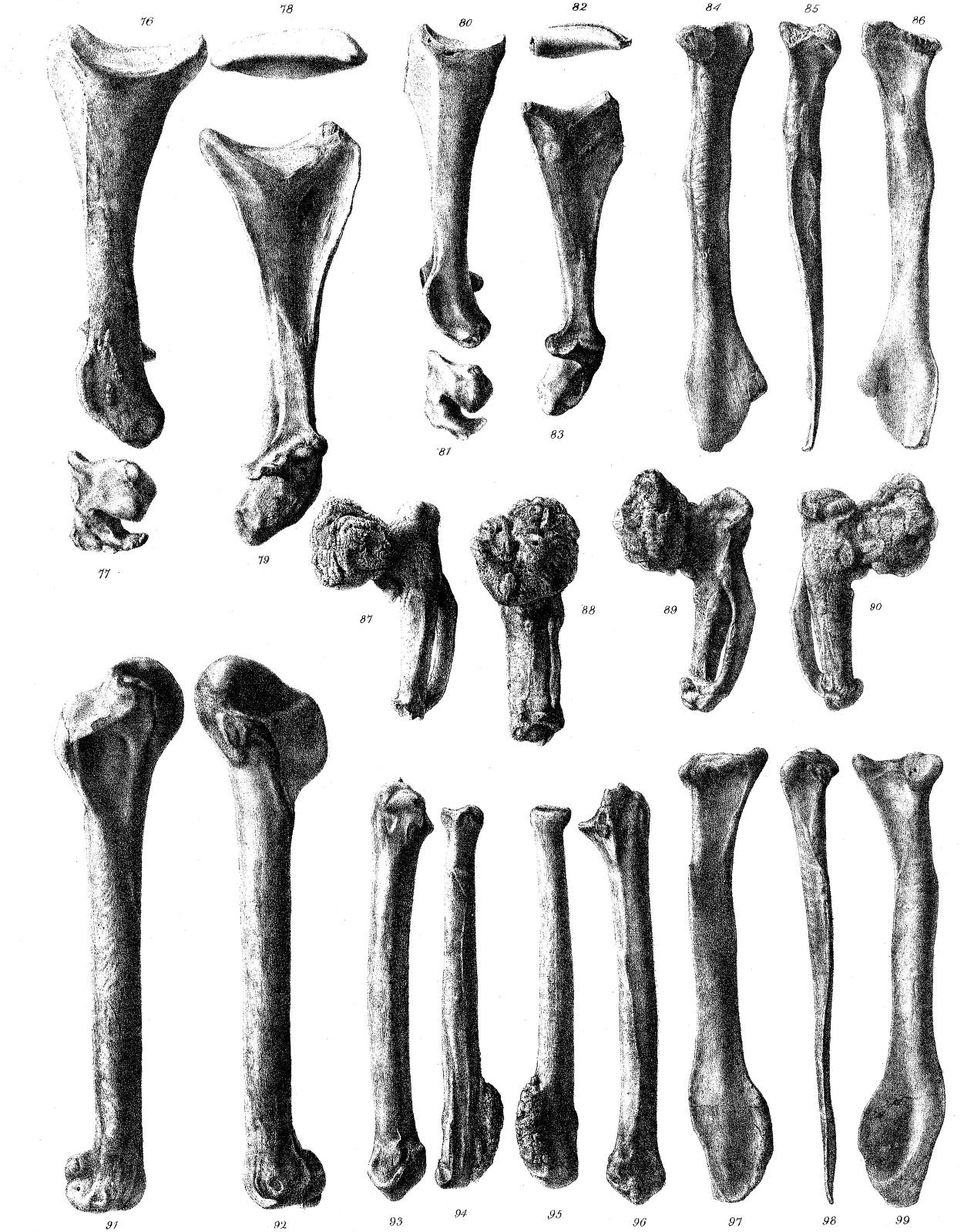
Ossos das asas, incluindo as protuberâncias carpais (87–90; no meio, à direita), 1869.

Além do singelo esboço desenhado por François Leguat, a aparência em vida do solitário-de-rodrigues só é conhecida a partir de um punhado de descrições; nenhum tecido mole da ave sobreviveu até os dias atuais. Leguat ficou claramente impressionado com o animal, dedicando-lhe três páginas de suas memórias. Ele descreveu sua aparência da seguinte maneira:
De todas as aves da ilha a mais notável é a que atende pelo nome de solitário, porque é muito raramente visto acompanhado, embora haja abundância deles. As penas dos machos são de cor cinza amarronzado: os pés e o bico se parecem com os de um peru, mas um pouco mais curvos. Eles não têm uma cauda propriamente dita, mas a sua traseira, coberta com penas, é arredondada, como a garupa de um cavalo; eles são mais altos que os perus. Seu pescoço é reto, e proporcionalmente um pouco mais longo que o de um peru quando levanta a cabeça. Seu olho é preto e vívido, e sua cabeça sem crista. Eles nunca voam, suas asas são muito pequenas para suportar o peso de seus corpos; elas servem apenas para bater e tremular quando chamam uns aos outros. Elas vão girar por cerca de vinte ou trinta vezes em conjunto no mesmo lado, durante o intervalo de quatro ou cinco minutos. O movimento de suas asas faz então um barulho muito semelhante ao de um chocalho; e pode-se ouvi-lo a duzentos passos de distância. O osso de sua asa cresce mais em direção à extremidade, e forma uma pequena massa arredondada sob as penas, tão grande quanto uma bala de mosquete. Ela e seu bico são os principais meios de defesa desta ave. É muito difícil pegá-lo na floresta, mas fica fácil em lugares abertos, porque corremos mais rápido do que eles, e às vezes nos aproximamos sem muita dificuldade. De março a setembro eles ficam extremamente gordos, e com um sabor admiravelmente bom, especialmente enquanto jovens, alguns dos machos pesam quarenta e cinco libras.

Várias das observações de Leguat foram posteriormente confirmadas através do estudo de restos subfósseis do solitário-de-rodrigues. As linhas de contorno curvas da pelve também suportam o arredondamento das suas partes traseiras, as quais ele comparou com uma garupa de cavalo. Além disso, há uma superfície estriada na base do bico, o que indica a posição da nervura caruncular, que Leguat descrevera como um "bico de viúva". Antes de fósseis da protuberância do carpo serem encontrados, Strickland notou que a quilha do esterno do solitário-de-rodrigues era tão bem desenvolvida que quase indicaria que ele possuía a capacidade de voar; no entanto, uma vez que o úmero era muito curto, ele deduziu que isto estava relacionado com o relato de Leguat de que a ave usava as asas como defesa.
Leguat continuou com uma elaborada descrição da fêmea do solitário-de-rodrigues, que também parece ser o sexo representado na sua ilustração da ave:
As fêmeas são maravilhosamente belas, algumas louras, outras marrons; chamo-as louras, porque elas são da cor do cabelo louro. Elas têm uma espécie de bico, como os de viúva sobre os seus bicos, os quais têm a cor parda. Nenhuma pena se distancia das outras ao longo de todo o corpo, elas são muito cuidadosas para embelezar-se, e nivelam igualmente todas [as penas] com o bico. As penas em suas coxas são redondas como conchas na extremidade, e por serem grossas, dão um efeito agradável. Elas têm duas elevações no papo e as penas são mais brancas do que no resto do corpo, o que vivamente se assemelha a um pescoço fino de uma mulher bonita. Elas andam com tanta pompa e boa graça, que não se pode deixar de admirá-las e amá-las; o que significa que a aparência encantadora muitas vezes salva suas vidas.

Foi proposto que a comparação de Leguat entre o papo da fêmea do solitário-de-rodrigues e o "belo seio de uma mulher" (alterado para "pescoço fino" em algumas edições do seu livro de memórias) ocorreu devido à longa ausência de uma companhia feminina na ilha.
As declarações de Leguat foram confirmadas por outra descrição pelo francês Julien Tafforet, que escreveu em 1726:
O solitário é uma grande ave, que pesa cerca de quarenta ou cinquenta libras. Eles têm uma cabeça muito grande, com uma espécie de testeira, como se de veludo preto. Suas penas não são nem penas nem pele; têm cor cinza claro, com um pouco de preto em suas costas. Empavonando-se orgulhosamente, sozinhos ou em pares, eles alisam e cuidam da plumagem ou da pele com o bico, e mantêm-se muito limpos. Eles têm os seus dedos dos pés decorados com escamas duras, e correm com rapidez, principalmente entre as rochas, onde um homem, embora ágil, dificilmente consegue pegá-los. Eles têm um bico muito curto, de cerca de uma polegada de comprimento, e afiado. Eles, no entanto, não tentam fazer mal a ninguém, exceto quando encontram alguém que o faz antes deles, e, quando duramente pressionados, tentam bicá-lo. Eles têm um pequeno toco de asa, com uma espécie de bala na extremidade, e serve como meio de defesa.

## Comportamento e ecologia

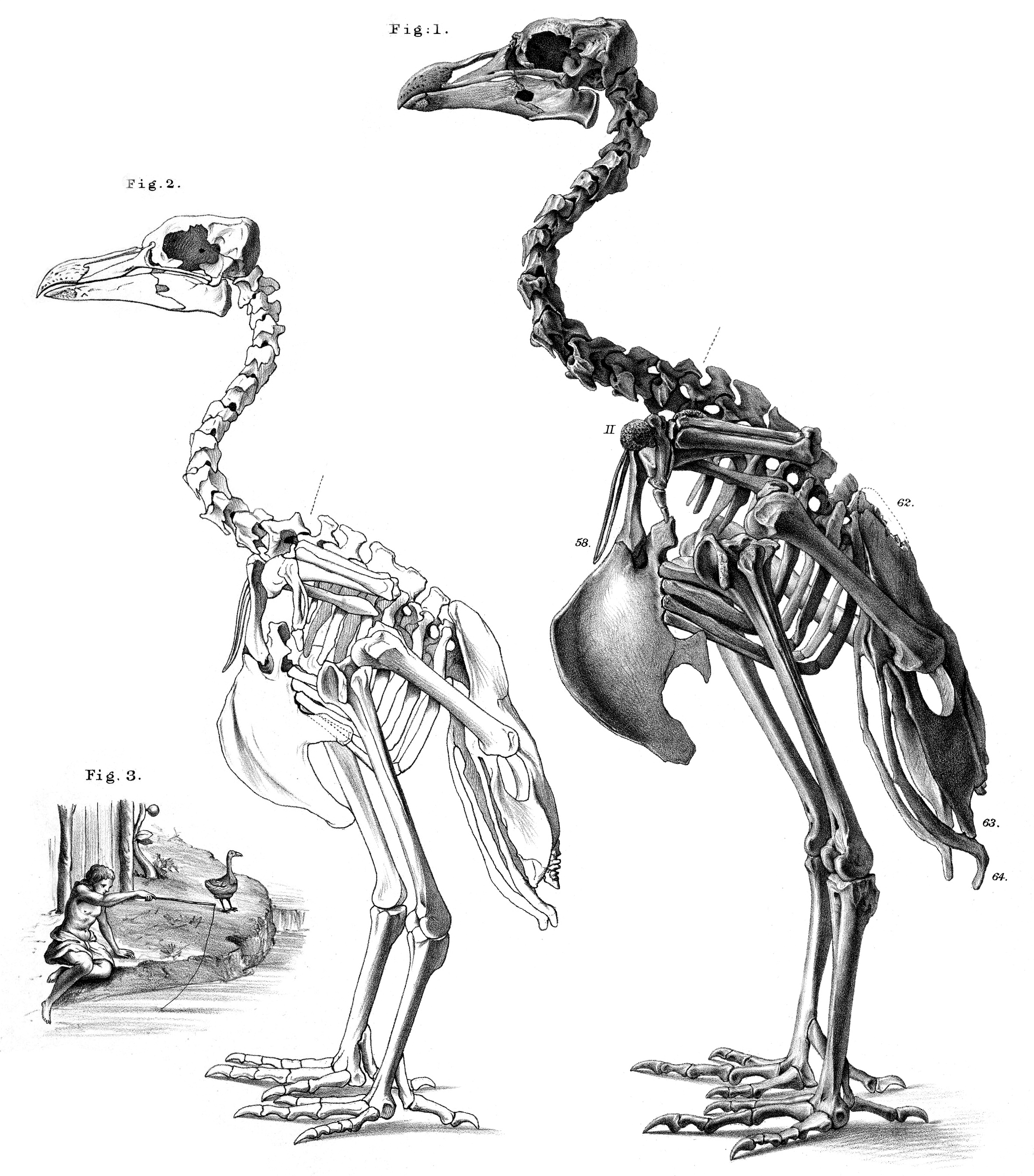
Esqueletos de macho e fêmea com ossos coletados em 1874.

Observações dos solitários-de-rodrigues em vida indicam que eles eram altamente territoriais. Provavelmente resolviam suas disputas golpeando-se uns aos outros com as asas e, adicionalmente, também usavam as protuberâncias carpais como armas. Fraturas encontradas em ossos de asas são uma evidência de que elas eram usadas em combate. Alguns cientistas aventaram a possibilidade de que essas fraturas sejam resultado de uma doença hereditária óssea, ao invés de lesões traumáticas. Porém, todas as espécies viventes de aves que possuem esporões e calos carpais os utilizam como armas, sem exceções. Apesar de alguns ossos de dodô terem sido encontrados com fraturas curadas, ele tinha músculos peitorais mais fracos e asas menos desenvolvidas em comparação com o solitário-de-rodrigues. Uma vez que chove menos em Rodrigues e há uma variação sazonal maior do que em Maurício, o que teria afetado a disponibilidade de recursos naquela ilha, o solitário teria mais motivos para evoluir com um comportamento territorial agressivo. Várias relatos afirmam que eles também se defendiam com uma bicada poderosa.
Além de servir como arma, tanto o macho como a fêmea do solitário-de-rodrigues também usavam suas asas para se comunicar. As asas podiam criar sons de baixa frequência que serviam para interagir com parceiros ou alertar rivais, mas não se sabe exatamente como esse som era gerado. O ruído podia ser ouvido a 182 metros de distância, e este pode, portanto, ser o tamanho do território de um indivíduo. Outras espécies de aves também são conhecidas por usar suas asas para criar sons que atraem parceiros ou marcam seu território.
Em 1869, os irmãos Newton sugeriram que as protuberâncias carpais podem ter sido formadas através de lesões contínuas, pois se assemelham a ossos "doentes". Além disso, acreditava-se que tais estruturas foram formadas devido a uma doença hereditária causada por endogamia. Essa ideia foi refutada após um estudo em 2013, uma vez que tais lesões provavelmente não iriam ocorrer apenas numa parte específica do esqueleto, mas apareceriam em qualquer tecido ósseo em crescimento. Se tal doença se devesse à endogamia estaria também presente em outras populações de aves de ilha isoladas, o que de fato não ocorre. Os autores sugeriram que em vez disso os ossos da asa continham tecido metaplásico capaz de formar o calo. Este desenvolvimento é consequência da resposta a impactos contínuos durante o combate, ou da liberação de hormônios quando os indivíduos se emparelhavam e adquiriam territórios. Suspeita-se que um macho que mantinha por muito tempo um território possuiria grandes calos no carpo, e que suas parceiras os teriam desenvolvidos também, só que menores.
Algumas evidências, incluindo seu grande tamanho e o fato de que as aves tropicais e frugívoras têm taxas de crescimento mais lento, indicam que o solitário-de-rodrigues pode ter tido um período de desenvolvimento prolongado. Com base em estimativas de peso, sugeriu-se que o macho podia chegar a 28 anos de idade, e a fêmea a 17. Pierre-André d'Héguerty, ao escrever sobre o período que passou na ilha por volta de 1735, afirmou que um solitário-de-rodrigues cativo (que ele descreveu como tendo uma aparência melancólica) poderia andar sempre na mesma direção até seu espaço acabar, e depois voltar. A espécie pode ter vivido principalmente em florestas no interior da ilha, em vez de no litoral.
Muitas espécies endêmicas de Rodrigues tornaram-se extintas após a chegada dos seres humanos, de modo que o ecossistema da ilha está atualmente bastante degradado. Antes da chegada dos humanos, Rodrigues era inteiramente coberta por florestas, mas muito pouco resta hoje devido ao desmatamento. O solitário viveu ao lado de outras aves da ilha recentemente extintas, como o papagaio-de-rodrigues, Erythromachus leguati, periquito-de-rodrigues, Necropsar rodericanus, Mascarenotus murivorus, Nycticorax megacephalus e pombo-de-rodrigues. Répteis extintos incluem tartarugas Cylindraspis e o lagarto Phelsuma edwardnewtoni.

### Dieta

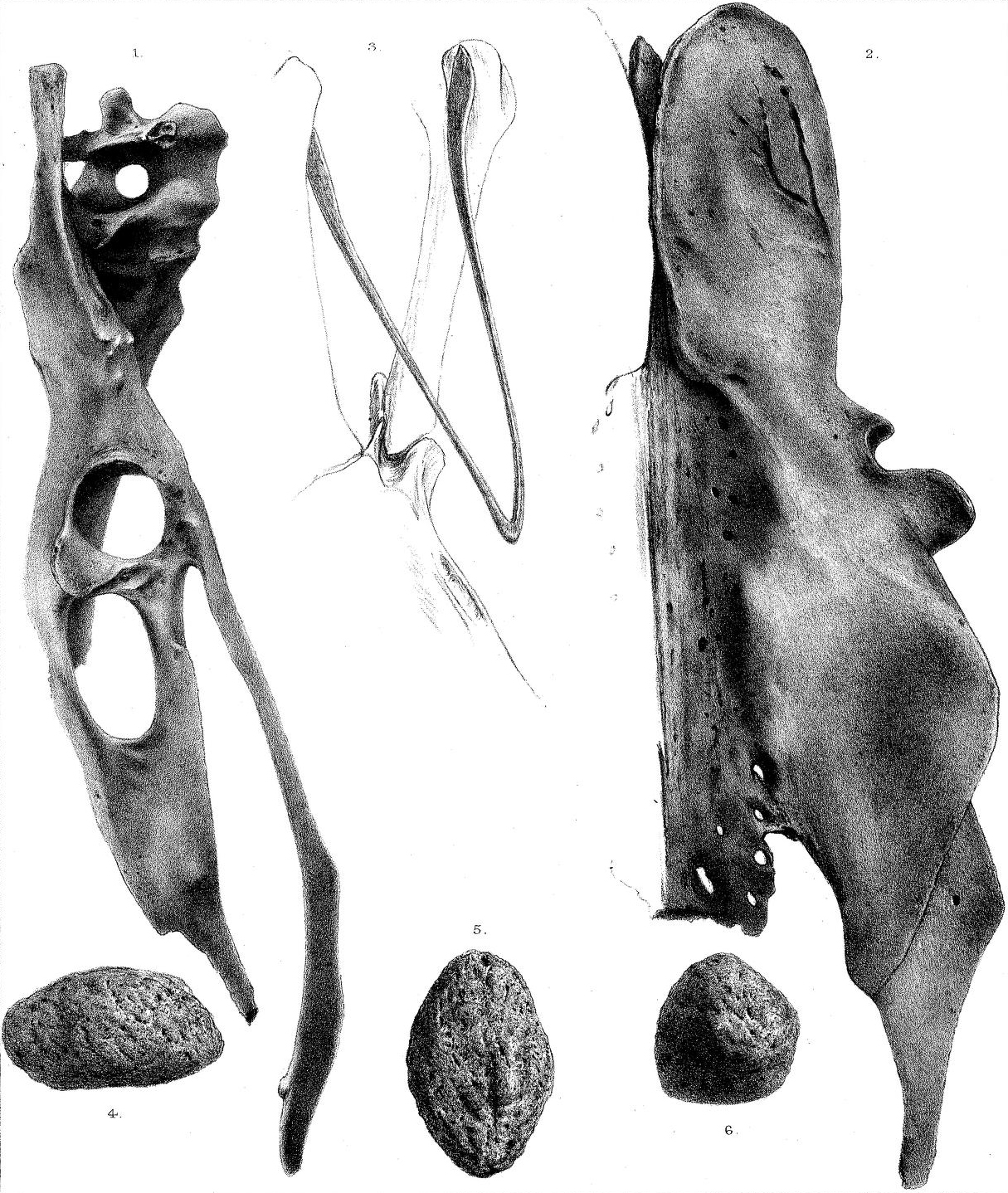
Pelve de uma fêmea (1) e macho (2), fúrcula (3) e gastrólito (4–6), 1879.

Leguat escreveu que o solitário se alimentava de tâmaras, enquanto Tafforet mencionou que comia sementes e folhas. Nenhum outro relato da ave fala sobre sua dieta. Acredita-se que o animal comia frutos de palmeiras do gênero Latania, competindo por este alimento com as tartarugas-gigantes Cylindraspis, também extintas devido à ação do homem. Não se sabe como os filhotes eram nutridos, mas os pombos, "primos" do solitário, fornecem leite de papo a suas crias. Os grandes papos das fêmeas podem ter sido recobertos internamente com glândulas secretoras capazes de produzir o leite de papo. Se essa hipótese estiver correta, cada casal da espécie pode ter feito uma divisão de trabalho, na qual a fêmea alimentava e cuidava dos filhotes, enquanto o macho trazia comida no papo e entregava a sua parceira. Especialistas acreditam que o tamanho máximo que dodôs, e também solitários-de-rodrigues, atingiam era limitado pela quantidade de leite de papo que pudessem produzir para os filhotes durante seu crescimento inicial.
Vários relatos de época afirmam que, assim como os dodôs, os solitários-de-rodrigues usavam gastrólitos na moela, o que sugere que tinham uma dieta parecida. Leguat descreveu as pedras no trecho a seguir, frisando que o solitário recusava-se a se alimentar em cativeiro:
Estas aves, por vezes, muito familiarmente se aproximam de nós. Assim que são apanhadas derramam lágrimas sem chorar, e se recusam a se alimentar até morrer. Encontramos nas moelas de machos e fêmeas uma pedra marrom do tamanho de um ovo de galinha, um pouco áspera, plana de um lado e arredondada do outro, pesada e dura. Acreditamos que esta pedra estava lá quando eles nasceram, porque mesmo nos mais jovens você sempre irá encontrá-la. Eles nunca têm mais de uma pedra, além disso, a passagem do papo para a moela é tão estreita que algo com a metade do tamanho não conseguiria passar. Ela serve para amolar nossas facas melhor do que qualquer outra pedra.
Em 1877, três pedras foram encontradas numa caverna em Rodrigues, cada uma perto de um esqueleto de solitário, e acredita-se que sejam pedras de moela como as mencionadas por Leguat. Uma das pedras foi examinada e identificada como um dolerito: um pouco áspera, dura e pesada, com cerca de 50 gramas, mas quase plana de um dos lados, como descrito por Leguat. Isto pode ser devido a sua associação com um indivíduo jovem. Embora Leguat tenha afirmado que a ave saía do ovo já com a pedra no interior da moela, na realidade os adultos é que davam a pedra para os filhotes engolirem.

### Reprodução
O mais detalhado relato sobre os hábitos reprodutivos do solitário-de-rodrigues é o escrito nas memórias de Leguat. Ele descreveu o acasalamento e a nidificação da seguinte maneira:
Quando essas aves querem construir seus ninhos, elas escolhem um lugar limpo, juntam algumas folhas de palmeira e as amontoam até um pé e meio de altura do solo, sobre as quais se sentam. Nunca põem mais de um ovo, o qual é muito maior do que o de um ganso. O macho e a fêmea se revezam em turnos para incubá-lo, e o ovo não eclode até que tenham se passado sete semanas. Os pais ficam o tempo todo próximos a seu filhote ou levando comida para ele, que não é capaz se virar sozinho por vários meses. Eles não tolerarão que nenhuma outra ave de sua espécie se aproxime a menos de duas centenas de jardas em torno do local; mas o curioso é que o macho nunca se afasta da fêmea, quando percebe um intruso, faz um ruído com suas asas para chamar sua companheira e ela expulsa o estranho indesejável. A fêmea faz o mesmo com os machos. Nós observamos esse comportamento várias vezes, e eu confirmo que é verdade.
O combate entre eles nesta situação às vezes é muito demorado, pois o intruso pode só ficar rondando, e não simplesmente se afastar do ninho. No entanto, o casal não vai deixá-lo em paz até conseguir repeli-lo para fora de seu território. Após estas aves terem cuidado de seus filhotes, e os deixado se alimentar por conta própria, eles permanecem sempre juntos (...) e embora aconteça de eles se misturarem com outros da mesma espécie, estes dois companheiros jamais se separam. Notamos que alguns dias depois de o jovem deixar o ninho, um grupo de trinta ou quarenta traz um outro jovem para ele, e o agora já emplumado solitário, juntamente com o seu pai e sua mãe, une-se ao bando, marchando para outro lugar. Várias vezes nós os seguimos e descobrimos que depois os mais velhos partem sozinhos ou em casais e deixam os dois jovens juntos, o que nós chamamos de um casamento.

A descrição da postura de um único ovo por ninhada e o grande porte da ave levaram os especialistas a acreditar que o solitário era do tipo K-selecionado, ou seja, ele produzia um número pequeno de descendentes altriciais, o que exigia cuidado intensivo dos pais até que os filhotes atingissem a maturidade. Grupos com solitários juvenis sem parentesco entre si sugerem que eles formavam crèches, os quais podem ter acompanhado adultos forrageando como parte do processo de aprendizagem. Um estudo de resquícios subfósseis constatou que a protuberância carpal só se desenvolvia após a ave atingir a maturidade esquelética.

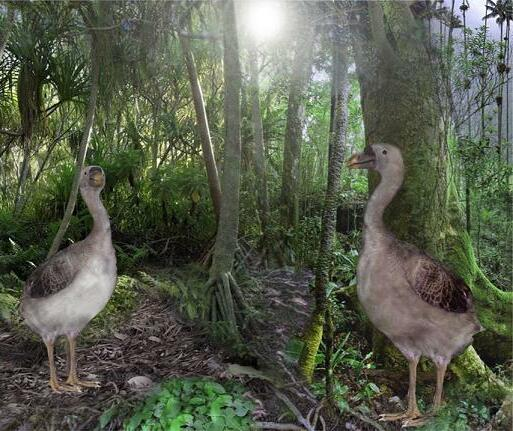
Restauração digital de um casal de solitários-de-rodrigues.

O relato de Tafforet confirma a descrição de Leguat sobre o comportamento reprodutivo, acrescentando que os solitários-de-rodrigues podiam inclusive atacar seres humanos que se aproximassem de seus filhotes:
Eles não voam de modo algum, suas asas não têm penas, mas quando estão com raiva batem as asas fazendo um grande barulho, e o ruído é algo como um som de um trovão distante. Eles põem, como sou levado a supor, apenas uma vez no ano, e somente um ovo. Não que eu tenha visto seus ovos, pois eu não tenho sido capaz de descobrir onde estão. Mas eu nunca vi mais de um filhote com eles, e se alguém tentar se aproximar, eles podem tentar morder gravemente. Estas aves vivem de sementes e folhas de árvores que catam no chão. Elas têm uma moela maior que uma mão, e o que é surpreendente é que dentro dela há uma pedra do tamanho de um ovo de galinha, de formato oval, um pouco achatada, embora este animal não consiga engolir nada maior que um pequeno caroço de cereja. Costumo comê-los: têm um sabor bem razoável quando tostados.

A diferença de tamanho entre os sexos levou alguns cientistas a sugerir que o solitário-de-rodrigues não era monogâmico como Leguat afirmou, e que este viajante, um homem profundamente religioso, atribuiu essa característica à ave por razões morais. Em contrapartida, foi proposto que a espécie era poligínica, ou seja, um macho possuía várias parceiras sexuais, e o comportamento de chocalhar as asas descrito para os indivíduos do sexo masculino sugere que eles se reuniam para se exibir para as fêmeas (um acasalamento lek), competindo pelo direito de se acasalar. No entanto, o dimorfismo relacionado ao tamanho ocorre em algumas aves monogâmicas, e a maioria dos outros pombos são monogâmicos também. Um artigo de 2015 propôs que os machos convidassem as fêmeas para seus territórios como parceiras secundárias, o que resultaria na fêmea residente agindo agressivamente em relação à recém-chegada. Comportamento semelhante é visto em espécies que praticam poliginia de defesa de recursos. Os territórios provavelmente forneciam todos os alimentos que as aves precisavam, além de atuarem como áreas de reprodução, e seguramente houve intensa competição por áreas favoráveis. O fato de a ilha Rodrigues ter encolhido 90% no final do Pleistoceno também pode ter contribuído para essa competição por territórios e, portanto, promovido o dimorfismo sexual.

## Relação com humanos

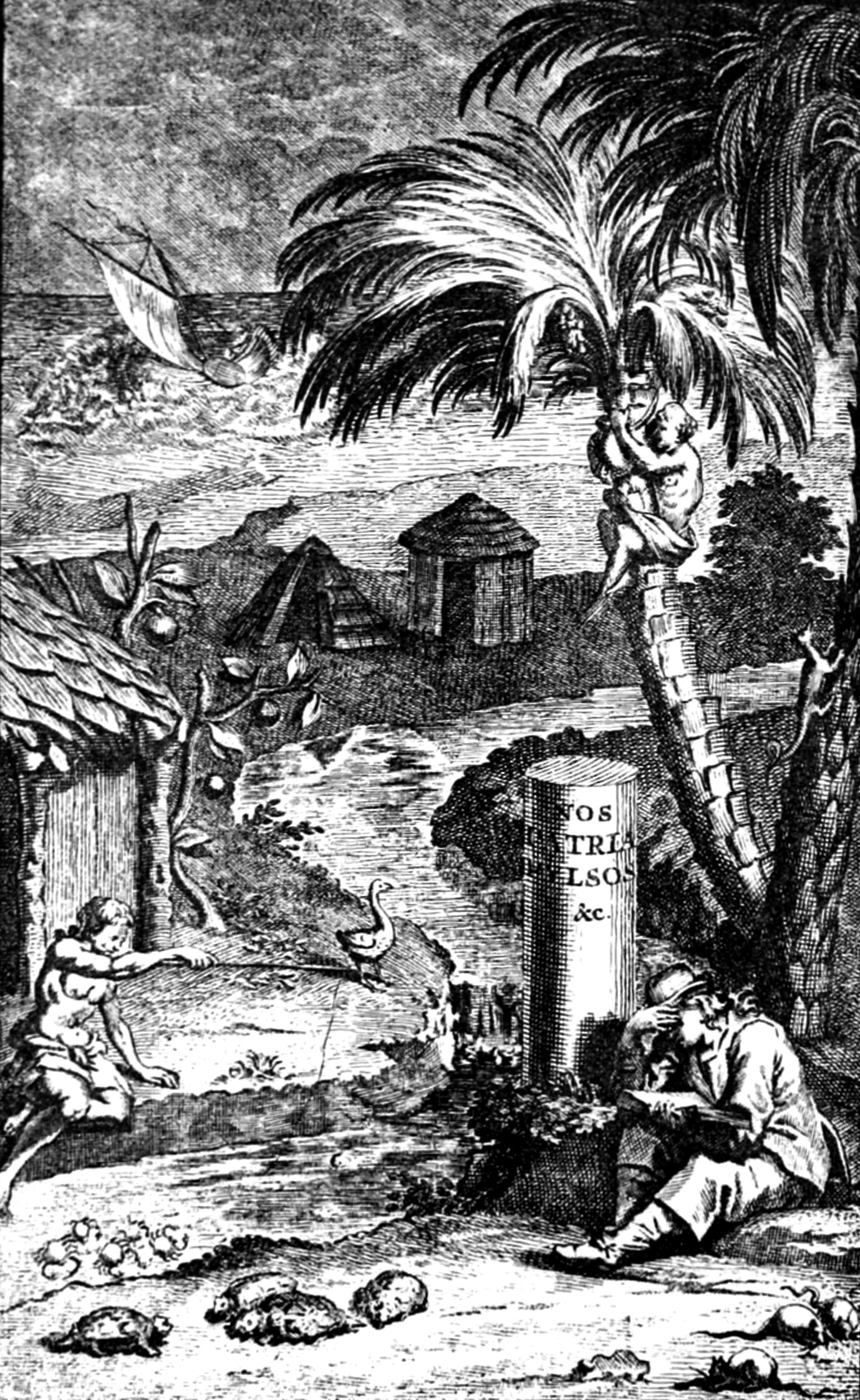
Frontispício das memórias de Leguat, 1708. O assentamento em Rodrigues, e um solitário no meio.

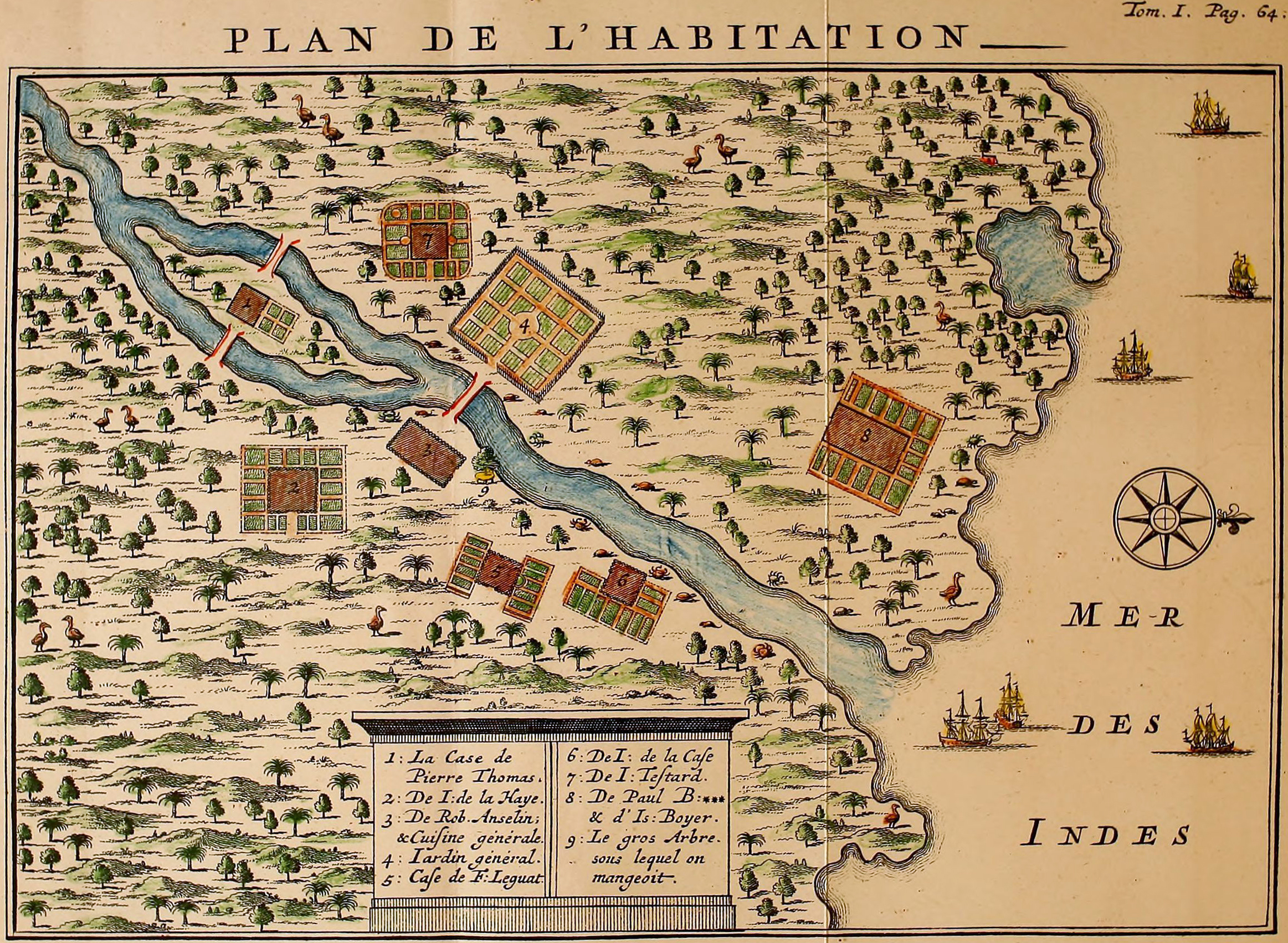
Mapa do assentamento de Leguat com desenhos de solitários, muitos em pares.

O vice-almirante holandês Hans Hendricksz Bouwer foi o primeiro a listar "dodôs", provavelmente referindo-se ao solitário-de-rodrigues, como parte da fauna de Rodrigues em 1601. O historiador inglês Thomas Herbert mencionou "dodôs" na ilha Rodrigues novamente em 1634, e eles também foram citados em 1700. O relato seguinte, que foi o primeiro a chamar o animal de "solitário", foi publicado nas memórias de François Leguat em 1708, A New Voyage to the East Indies. Leguat era o líder de um grupo de nove refugiados huguenotes franceses, que foram os primeiros a colonizar a ilha entre 1691 e 1693, depois que foram abandonados ali por seu capitão. Sua descrição do solitário-de-rodrigues e de seu comportamento é o relato mais detalhado da ave em vida, e ele também descreveu outras espécies que atualmente estão extintas. As observações de Leguat são consideradas um dos primeiros relatos coesos de comportamento animal na natureza. Anos mais tarde ele visitou a ilha Maurício, mas era tarde demais para ver dodôs por lá. Os huguenotes elogiaram os solitários-de-rodrigues pelo sabor da carne, especialmente a dos filhotes, e usaram as pedras da moela da ave como amoladores de facas. D'Héguerty alegou mais tarde que as pedras também eram úteis para fins medicinais, e se referia a elas como bezoares. A segunda descrição mais detalhada da ave foi encontrada em um documento anônimo redescoberto em 1874 chamado Relation de l'Ile Rodrigue, cuja autoria tem sido atribuída a Julien Tafforet, um marinheiro abandonado em Rodrigues em 1726. Suas observações são consideradas credíveis, embora se saiba que ele levava consigo uma cópia do livro de memórias de Leguat durante sua estadia na ilha.
Muitas relatos antigos mencionam que os solitários-de-rodrigues foram caçados por humanos. O zoólogo dinamarquês Japetus Steenstrup observou que alguns vestígios de solitários-de-rodrigues têm indícios de perfurações, tendo sido quebrados pelo homem ou talvez outro grande predador, para extrair a medula óssea. Escrevendo em 1735, o tenente francês Gennes de la Chanceliere descreveu a captura e consumo de dois espécimes da seguinte maneira:
Nossos homens disseram ter visto cabras e uma grande quantidade de aves de diferentes tipos: eles trouxeram, dentre outras, duas das quais eram maiores em um terço do que o maior dos perus; elas pareceram, no entanto, serem ainda muito jovens, ainda com plumas no pescoço e cabeça; as pontas das asas eram escassamente emplumadas, e não tinham uma cauda propriamente dita. Três marinheiros me disseram ter visto outros dois, da mesma espécie, tão grandes como o maior avestruz. Os jovens trazidos tinham a cabeça mais ou menos parecida com a deste último animal, mas as suas pernas eram semelhantes às de perus, em vez de avestruz, que é bifurcada e fendida no formato de um pé traseiro. Estas duas aves, quando despenadas, tinha uma polegada de gordura no corpo. De uma delas foi feita uma torta, que acabou por ser tão dura que ficou incomível.

Ao contrário do dodô, não se conhece nenhum exemplar de solitário que tenha sido enviado vivo para a Europa. No entanto, tem sido afirmado que Bertrand-François Mahé de La Bourdonnais enviou um "solitaire" para a França a partir da vizinha ilha de Reunião em torno de 1740. Uma vez que o solitário-de-reunião parece ter se tornado extinto nesta época, a ave pode ter sido na verdade um solitário-de-rodrigues.

### Extinção

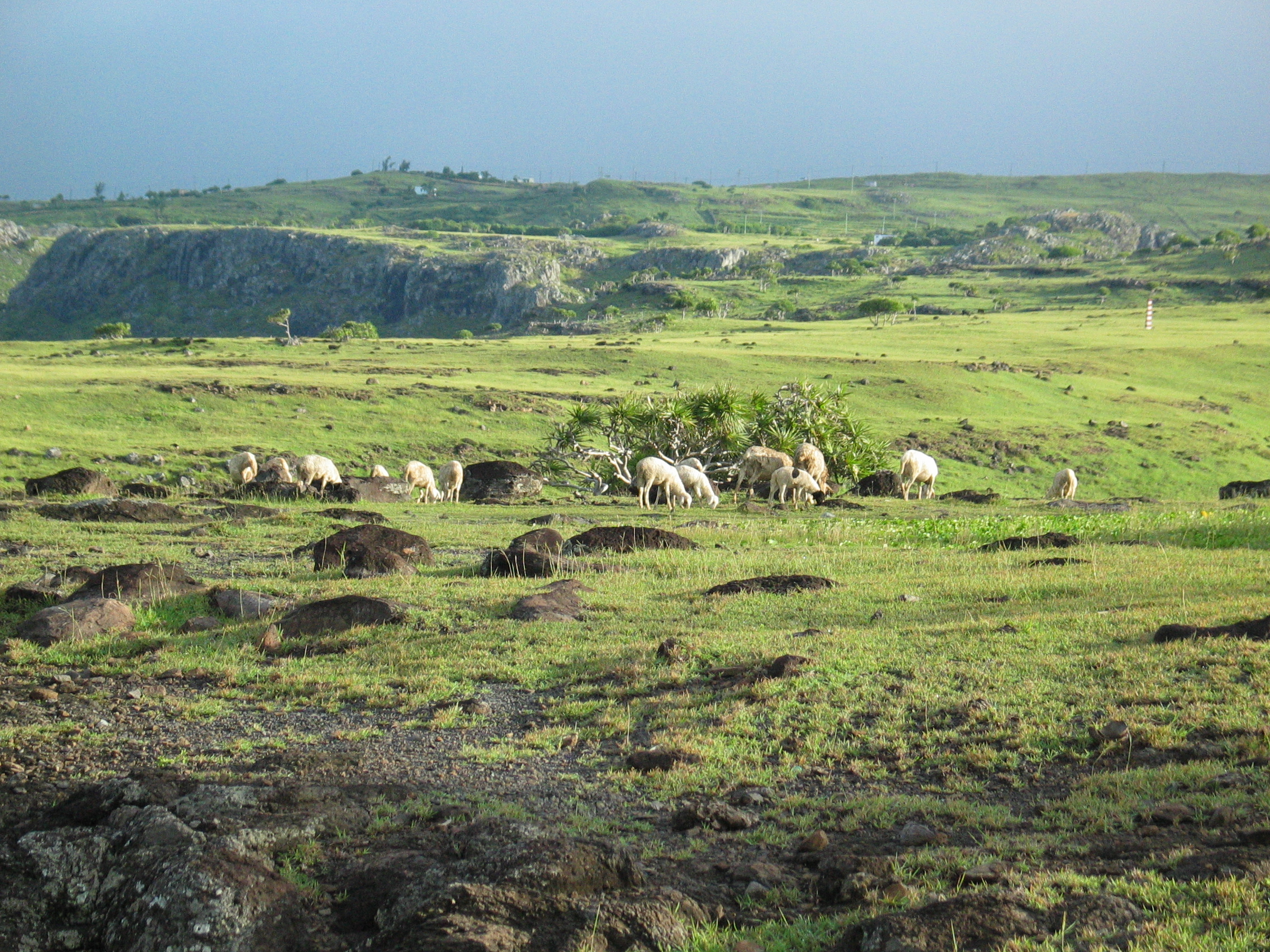
Pastagens na ilha Rodrigues em 2004. O desmatamento e a introdução de animais domésticos foram fatores que contribuíram para a extinção do solitário-de-rodrigues.

O solitário-de-rodrigues provavelmente tornou-se extinto em algum momento entre as décadas de 1730 e 1760; a data exata é desconhecida. Seu desaparecimento coincidiu com o comércio de tartarugas entre 1730 e 1750; os comerciantes queimavam a vegetação, caçavam os solitários e traziam nos navios gatos e porcos que atacavam os ovos e filhotes da ave. Em 1755, o engenheiro francês Joseph-François Charpentier de Cossigny tentou obter um espécime vivo, pois lhe asseguraram que o solitário-de-rodrigues ainda vivia em áreas remotas da ilha. Apesar de procurar por 18 meses e oferecer grandes recompensas, nenhum solitário foi encontrado. Ele notou que os gatos foram apontados como os responsáveis por dizimar a espécie, mas suspeitava que, em vez disso, a caça por seres humanos era a grande culpada. O astrônomo francês Alexandre Guy Pingré não encontrou solitários quando visitou Rodrigues para observar o trânsito de Vênus de 1761, apesar de ter sido assegurado de que eles ainda existiam. Seu amigo Pierre Charles Le Monnier chamou a constelação Turdus Solitarius em homenagem à ave para celebrar a viagem. Embora o solitário-de-rodrigues seja a única ave extinta a ter uma constelação antiga batizada com seu nome, cartógrafos celestes não sabiam como era a aparência do animal e os mapas estelares retratavam outras aves.
À época da descoberta de ossos subfósseis de solitários-de-rodrigues, iniciada em 1786 e que confirmou as descrições de Leguat, nenhum morador vivo de Rodrigues se lembrava de ter observado espécimes vivos. Em 1831, um homem que viveu em Rodrigues por 40 anos disse que nunca viu aves grandes o suficiente para serem solitários. A ilha Rodrigues abrange uma área de apenas 104 quilômetros quadrados, o que torna improvável que a ave tenha sobrevivido por muito tempo sem ser detectada.